# Фірлюк білогорлий
Фірлюк білогорлий (Mirafra passerina) — вид горобцеподібних птахів родини жайворонкових (Alaudidae). Мешкає в Південній Африці.

## Опис
Довжина птаха становить 14-15 см, з яких 5,3-5,9 см припадає на хвіст. Довжина дзьоба становить 1,2-1,3 см. Птах важить 21-27 г.
Верхня частина тіла бежева або рудувато-коричнева. Над очима білі "брови". Горло біле, груди рудувато-коричневі, поцятковані темно-коричневими плямками. Решта нижньої частини тіла біла. Крила темно-коричневі з помітним рудуватим краєм. Хвіст темно-коричневий, за виняткомбічних рульових пер, які білі. Колір лап варіюється від сірого до червонуватого. Очі карі. Попрівняно з південним фірлюком (Mirafra cheniana), білогорлий фірлюк має довший хвіст.

## Поширення і екологія
Білогорлі фірлюки мешкають на півдні Анголи і Замбії, на півночі Намібії і Південно-Африканської Республіки, на півночі, півдні і заході Зімбабве та на всій території Ботсвани. Іноді трапляється на південному заході Мозамбіку. Це кочовий птах, що живе в саванах з ділянками голої, кам'янистої землі і з малою кількістю дерев. Також білогролий фірлюк трапляється на луках.

## Поведінка
Основою раціону птаха є насіння і комахи. Сезон розмноження в Зімбабве припадає на жовтень-січень. На північному сході ПАР білогорлі фірлюки гніздяться з січня по квітень, а в Намібії з грудня по березень. Часто сигналом до початку сезону розмноження є початок сезону дощів.
Як і більшість жайворонкових, білогорлий фірлюк гніздиться на землі. Гніздо має чашоподібну форму, ховається серед трваи. Фірлюки додактово накривають гніздо своєрідним накриттям з трави. В кладці 2-4 яйця. Яйця матово-білі, поцятковані коричневими і сірими плямками.